# Noelia Arias
Noelia del Pilar Arias Cifuentes, conocida popularmente como licenciada Tetarelli (Renca, 25 de noviembre de 1980), es una actriz y vedette chilena. 
Arias adquirió fama por sus atributos físicos mientras fue mesera de un café con piernas (ingresó a los 19 años) y posteriormente, dueña de su propio local.
Participó en el programa El Sótano de La Red entre 1999 a 2000. Es en este programa donde fue bautizada como la "Licenciada Carlita Tettarelli" o simplemente "La Licenciada", en 2003 repetiría su personaje en Vamos Chile también en La Red, causando revuelo por sus shows eróticos muy transgresores para la televisión abierta de la época. 
Posteriormente estudió actuación profesional en la academia Domingo Tessier. Egresó el año 2008. 
Ha trabajado como actriz en la serie Infieles y en la telenovela Infiltradas, ambas de Chilevisión. Tomó clases de DJ con Dorian Chávez y Marcelo Medell (ambos disc-jockeys destacados de la escena electrónica nacional). Actualmente también se desempeña como DJ.[cita requerida]

## Filmografía

### Telenovelas
| Teleseries | Teleseries  | Teleseries                                     | Teleseries  |
| Año        | Teleserie   | Rol                                            | Canal       |
| ---------- | ----------- | ---------------------------------------------- | ----------- |
| 2011       | Infiltradas | María Inmaculada del Carmen Quezada "Estrella" | Chilevisión |
| 2012       | Peleles     | Empleada del cabaret                           | Canal 13    |
| 2013       | Las Vega's  | Roxana Olivera                                 | Canal 13    |

### Cine
| Cine | Cine        | Cine              | Cine            |
| Año  | Título      | Rol               | Director        |
| ---- | ----------- | ----------------- | --------------- |
| 2005 | The Craving | Glenda Santibáñez |                 |
| 2005 | Swinger     | Susana            | Sebastián Araya |

### Series y unitarios
- La vida es una lotería (TVN, 2005) - Gloria
- Infieles (Chilevisión, 2009, 2010, 2011) - Sofía / Cinthia / Glenda
- Prófugos (HBO, 2011) - Vedette

### Programas de televisión
- 1999, El Sótano (La Red), como la "Licenciada Carlita Tettarelli" .
- 2003, Vamos Chile (La Red), como "La Licenciada"
- 2003, De pe a pa (TVN), invitada.
- 2011, Teatro en Chilevisión (Chilevisión), varios personajes.
- 2014, Súper Bueno (Via X), invitada.